# Liste de ponts de Roumanie
Cette liste de ponts de Roumanie présente les ponts remarquables de Roumanie, tant par leurs caractéristiques dimensionnelles, que par leur intérêt architectural ou historique.

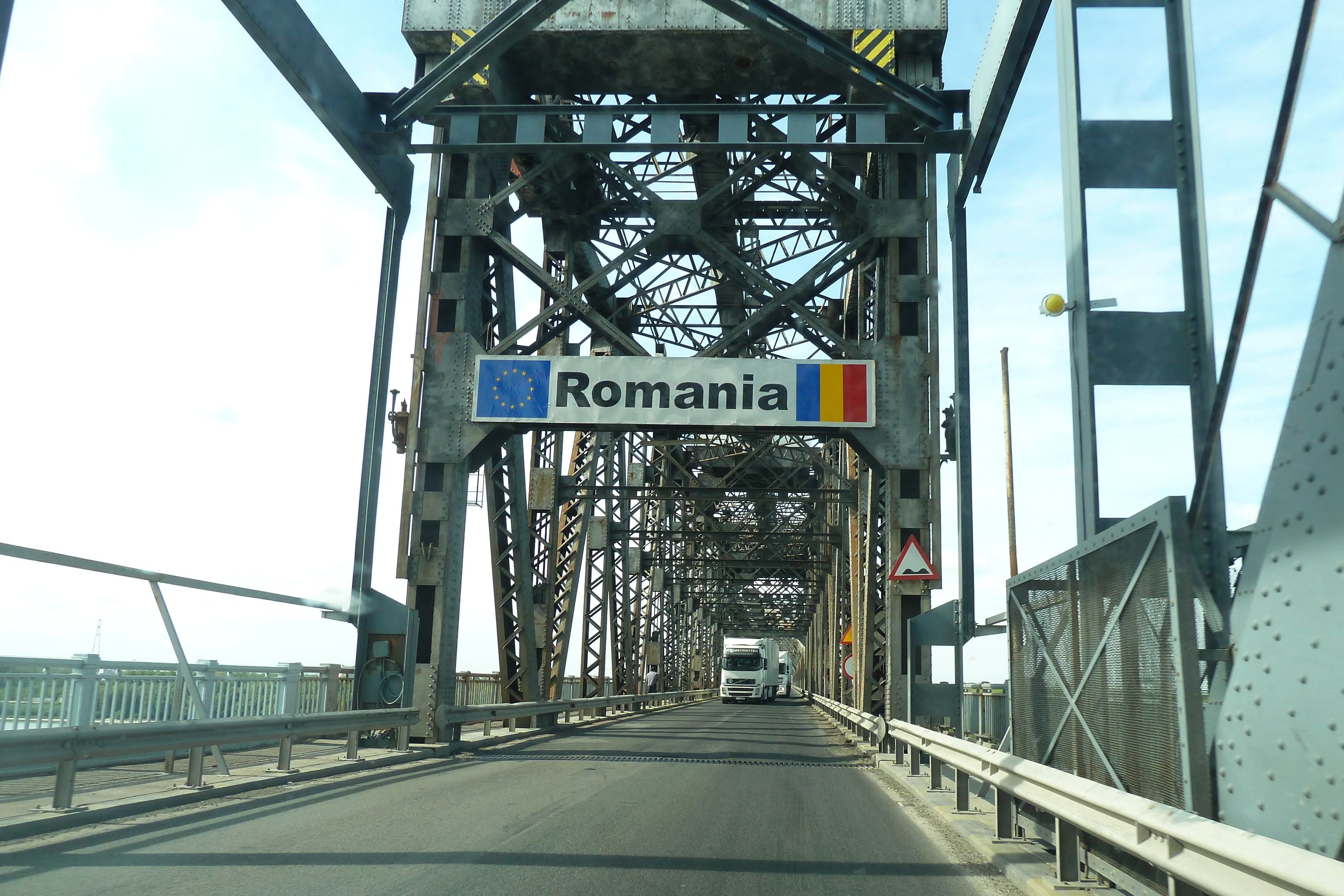
Le pont de l'amitié Roussé-Giurgiu marquant la frontière entre la Bulgarie et la Roumanie.

Elle est présentée sous forme de tableaux récapitulant les caractéristiques des différents ouvrages, et peut être triée selon les diverses entrées pour voir un type de pont particulier ou les ouvrages les plus récents par exemple. La seconde colonne donne la classification de l'ouvrage parmi ceux présentés, les colonnes Portée et Long. (longueur) sont exprimées en mètres. Date indique la date de mise en service du pont.

## Ponts présentant un intérêt historique ou architectural
|  |   | Nom                                 | Roumain                         | Distinction                                                                 | Long. | Type                                                   | Voie portée Voie franchie                            | Date        | Localisation                                                     | Région                      | Ref. |
|  | - | ----------------------------------- | ------------------------------- | --------------------------------------------------------------------------- | ----- | ------------------------------------------------------ | ---------------------------------------------------- | ----------- | ---------------------------------------------------------------- | --------------------------- | ---- |
|  | 1 | Pont de Trajan                      | Podul lui Traian                |                                                                             | 1135  | Maçonnerie Arcs en treillis bois, piles en maçonneries | Danube                                               | 105         | Drobeta-Turnu Severin - Kladovo 44° 37′ 09,1″ N, 22° 40′ 03,1″ E | Olténie Serbie              |      |
|  | 2 | Pont de Constantin le Grand détruit | Podul lui Constantin cel Mare   | Considéré comme le plus long pont de l’Antiquité                            | 2437  | Maçonnerie Arcs en treillis bois, piles en maçonneries | Danube                                               | 328         | Corabia - Gigen 43° 45′ 49″ N, 24° 27′ 25″ E                     | Valachie Bulgarie           |      |
|  | 3 | Pont de Cănțălărești                | Podul medieval din Cănțălărești | Monument historique Id: VS-II-m-A-06772                                     |       | Maçonnerie                                             | Racovat                                              | 1636        | Cănțălărești                                                     | Région de Moldavie          |      |
|  | 4 | Pont des mensonges                  | Podul Minciunilor               | Premier pont métallique de Roumanie Monument historique Id: SB-II-m-A-12107 |       | Arc Tablier porté, fonte Portée : 6 mètres             | Pont piétonnier Piața Mică                           | 1859        | Sibiu 45° 47′ 53,9″ N, 24° 09′ 02,8″ E                           | Transylvanie                |      |
|  | 5 | Pont Eiffel d'Ungheni               | Podul Eiffel                    | Conçu par Gustave Eiffel                                                    |       | Treillis                                               | Prout                                                | 1887        | Ungheni 47° 12′ 00″ N, 27° 47′ 12,5″ E                           | Région de Moldavie Moldavie |      |
|  | 6 | Pont de Slatina                     |                                 |                                                                             | 405   | Treillis Fer puddlé Portée : 80 mètres x5              | Route européenne 574 Olt                             | 1888        | Slatina 44° 25′ 16,5″ N, 24° 20′ 35,5″ E                         | Munténie                    |      |
|  | 7 | Pont en pierre de Iași              | Podul de piatră din Iași        | Monument historique Id: IS-II-m-B-03952                                     |       | Maçonnerie                                             | Bahlui                                               | XIXe siècle | Iași 47° 09′ 26,8″ N, 27° 34′ 30,3″ E                            | Région de Moldavie          |      |
|  | 8 | Passerelle du Parc Romanescu        | Podul Suspendat                 |                                                                             |       | Suspendu Tablier métallique, pylônes maçonnerie        | Passerelle Aleea Principala (Parc Nicolae Romanescu) |             | Craiova 44° 18′ 00,4″ N, 23° 48′ 37,5″ E                         | Olténie                     |      |
|  | 9 | Pont-couvert de Coșbuc              |                                 |                                                                             |       | Pont couvert en bois                                   | Sălăuța                                              | 1937        | Coșbuc 47° 21′ 40,9″ N, 24° 23′ 17,2″ E                          | Transylvanie                |      |

## Grands ponts
Ce tableau présente les ouvrages ayant des portées supérieures à 100 mètres ou une longueur totale de plus de 3 000 mètres (liste non exhaustive).
|  |    | Nom                             | Roumain                       | Portée   | Long. | Type                                                        | Voie portée Voie franchie                                         | Date | Localisation                                         | Région             | Ref.       |
|  | -- | ------------------------------- | ----------------------------- | -------- | ----- | ----------------------------------------------------------- | ----------------------------------------------------------------- | ---- | ---------------------------------------------------- | ------------------ | ---------- |
|  | 1  | Pont d'Ostrovu Mare             | Podul Ostrovu Mare            | 240      | 360   | Suspendu Tablier métallique, pylônes béton                  | DJ566 Danube (Bras de Gogoșu)                                     | 1998 | Balta Verde 44° 19′ 14,2″ N, 22° 34′ 29,4″ E         | Olténie            |            |
|  | 2  | Pont Anghel-Saligny             | Podul Anghel Saligny          | 190      | 1662  | Treillis Acier 140x2+190+140x2                              | Danube                                                            | 1895 | Cernavodă - Fetești 44° 20′ 25,9″ N, 28° 00′ 59,5″ E | Dobroudja Munténie |            |
|  | 3  | Pont de Cernavodă               | Podul Cernavodă               | 190      | 1593  | Treillis Acier 140+190+140                                  | Autoroute roumaine A2 Route européenne 81 Danube                  | 1987 | Cernavodă - Fetești 44° 20′ 23,6″ N, 28° 00′ 59″ E   | Dobroudja Munténie |            |
|  | 4  | Pont Calafat-Vidin              | Podul Calafat–Vidin           | 180 (x3) | 1971  | Haubané 3 pylônes béton                                     | Route européenne 79 Ligne ferroviaire Danube                      | 2013 | Calafat - Vidin 44° 00′ 08,8″ N, 22° 56′ 54,4″ E     | Olténie Bulgarie   |            |
|  | 5  | Pont de Sainte-Marie            | Podul Sfânta Maria            | 172      |       | Arc Acier, tablier suspendu                                 | Strada Gării Canal Danube-Mer Noire                               | 2001 | Cernavodă 44° 20′ 17,9″ N, 28° 01′ 43,3″ E           | Dobroudja          |            |
|  | 6  | Pont Giurgeni-Vadu Oii          | Podul Giurgeni-Vadul Oii      | 160 (x3) | 1456  | Poutre-caisson Acier 120+160x3+120                          | Route européenne 60 Danube                                        | 1970 | Giurgeni - Hârșova 44° 45′ 14,4″ N, 27° 52′ 37,4″ E  | Munténie Dobroudja |            |
|  | 7  | Pont d'Agigea                   | Podul Agigea                  | 160      | 263   | Haubané Monopylône, tablier mixte acier/béton, pylône béton | DN39 Route européenne 87 Canal Danube-Mer Noire                   | 1983 | Agigea 44° 06′ 02,6″ N, 28° 36′ 28,8″ E              | Dobroudja          |            |
|  | 8  | Pont de Basarab                 | Podul Basarab                 | 150      | 1920  | Haubané Monopylône, tablier mixte acier/béton, pylône béton | Basarab Overpass Ligne 1 (Tram de Bucarest) Gare de Bucarest Nord | 2011 | Bucarest 44° 26′ 59,6″ N, 26° 04′ 06,9″ E            | Munténie           |            |
|  | 9  | Viaduc de la Mureș              | Podul Mureș                   | 150      |       | Poutre-caisson Béton précontraint                           | Autoroute roumaine A1 Mureș                                       |      | Arad 46° 09′ 35″ N, 21° 17′ 21″ E                    | Transylvanie       |            |
|  | 10 | Pont Borcea                     | Podul Borcea                  | 140 (x3) | 970   | Treillis Acier 140x3                                        | Danube (Bras de Borcea)                                           | 1895 | Fetești 44° 22′ 48,5″ N, 27° 51′ 18,9″ E             | Munténie           |            |
|  | 11 | Nouveau pont Borcea             | Nou podul Borcea              | 140 (x3) | 971   | Treillis Acier 140x3                                        | Autoroute roumaine A2 Route européenne 81 Danube (Bras de Borcea) | 1987 | Fetești 44° 22′ 50,9″ N, 27° 51′ 20″ E               | Munténie           |            |
|  | 12 | Pont de Galați                  | Podul Galați                  | 134      | 337   | Poutre-caisson Béton précontraint 67+134+67                 | DN22B Siret                                                       | 1985 | Galați 45° 24′ 05,3″ N, 28° 00′ 54,9″ E              | Région de Moldavie |            |
|  | 13 | Pont de Medgidia                | Podul Medgidia                | 131      | 669   | Arc Acier, tablier suspendu Pont bow-string                 | 222 Canal Danube-Mer Noire                                        | 1983 | Medgidia 44° 15′ 02,5″ N, 28° 15′ 42,5″ E            | Dobroudja          |            |
|  | 14 | Viaduc de Grozăvești            | Podul Grozăvești              | 122      | 1920  | Arc Acier, tablier suspendu Pont bow-string                 | Basarab Overpass Ligne 1 (Tram de Bucarest) Dâmbovița             | 2011 | Bucarest 44° 26′ 35″ N, 26° 03′ 38,1″ E              | Munténie           |            |
|  | 15 | Pont de l'amitié Roussé-Giurgiu | Podul Prieteniei Giurgiu-Ruse | 120 (x4) | 2223  | Treillis Acier à 2 niveaux Pont levant                      | Route européenne 70 Route européenne 85 Ligne ferroviaire Danube  | 1954 | Roussé - Giurgiu 43° 53′ 17,7″ N, 26° 00′ 23,8″ E    | Munténie Bulgarie  |            |
|  | 16 | Pont Golescu                    | Podul Golescu                 | 120      |       | Poutre-caisson Béton précontraint                           | Strada Nicolae Golescu Someș                                      | 1976 | Satu Mare 47° 47′ 17,5″ N, 22° 52′ 01,5″ E           | Transylvanie       |            |
|  | 17 | Pont de Basarabi                | Podul Basarabi                | 104      |       | Arc Acier, tablier suspendu Pont bow-string                 |                                                                   | 1983 | Murfatlar 44° 10′ 12″ N, 28° 24′ 29,9″ E             | Dobroudja          |            |
|  | 18 | Viaduc de Caracău               | Viaductul Caracău             | 102      | 264   | Arc Béton, tablier porté                                    |                                                                   | 1897 | Livezi 46° 31′ 28,4″ N, 25° 52′ 20″ E                | Transylvanie       | [ Note 1 ] |